# Francisco de Assis Nunes
Francisco de Assis Nunes (Imaruí, 8 de setembro de 1962) é um político brasileiro, filiado ao Partido dos Trabalhadores (PT).

## Carreira
Foi deputado à Assembleia Legislativa de Santa Catarina na 14ª legislatura (1999 — 2003) e na 15ª legislatura (2003 — 2007).